# Olympische Sommerspiele 2024/Teilnehmer (Hongkong)
| Gelbes Symbol für Goldmedaillen mit stilisierten Olympischen Ringen | Graues Symbol für Silbermedaillen mit stilisierten Olympischen Ringen | Braundes Symbol für Bronzemedaillen mit stilisierten Olympischen Ringen |
| ------------------------------------------------------------------- | --------------------------------------------------------------------- | ----------------------------------------------------------------------- |
| 2                                                                   | —                                                                     | 2                                                                       |

Hongkong nahm an den Olympischen Spielen 2024 vom 26. Juli bis zum 11. August 2024 in Paris teil. Es war die insgesamt 18. Teilnahme an Olympischen Sommerspielen.

## Teilnehmer nach Sportarten

### Badminton
Über die Race-to-Paris-Rangliste erhielt Hongkong in vier Wettbewerben einen Quotenplätze und wurde in Paris durch sechs Sportler im Badminton vertreten.
| Athleten                     | Wettbewerb | Gruppenphase               | Gruppenphase              | Gruppenphase | Gruppenphase | Achtelfinale  | Achtelfinale  | Viertelfinale          | Viertelfinale      | Halbfinale    | Halbfinale    | Finale / Platz 3 | Finale / Platz 3 | Rang |
| Athleten                     | Wettbewerb | Gegner                     | Ergebnis                  | Punkte       | Rang         | Gegner        | Ergebnis      | Gegner                 | Ergebnis           | Gegner        | Ergebnis      | Gegner           | Ergebnis         | Rang |
| ---------------------------- | ---------- | -------------------------- | ------------------------- | ------------ | ------------ | ------------- | ------------- | ---------------------- | ------------------ | ------------- | ------------- | ---------------- | ---------------- | ---- |
| Frauen                       |            |                            |                           |              |              |               |               |                        |                    |               |               |                  |                  |      |
| Lo Sin Yan                   | Einzel     | J. V. Vieira               | 0:2 (19:21, 14:21)        | 0            | 3            | ausgeschieden | ausgeschieden | ausgeschieden          | ausgeschieden      | ausgeschieden | ausgeschieden | ausgeschieden    | ausgeschieden    | 27   |
| Lo Sin Yan                   | Einzel     | S. Katethong               | 0:2 (14:21, 9:21)         | 0            | 3            | ausgeschieden | ausgeschieden | ausgeschieden          | ausgeschieden      | ausgeschieden | ausgeschieden | ausgeschieden    | ausgeschieden    | 27   |
| Yeung Nga Ting Yeung Pui Lam | Doppel     | G. Stoewa / S. Stoewa      | 1:2 (11:21, 23:21, 15:21) | 1            | 3            | —             | —             | ausgeschieden          | ausgeschieden      | ausgeschieden | ausgeschieden | ausgeschieden    | ausgeschieden    | 9    |
| Yeung Nga Ting Yeung Pui Lam | Doppel     | A. Xu / K. Xu              | 2:1 (24:22, 17:21, 21:12) | 1            | 3            | —             | —             | ausgeschieden          | ausgeschieden      | ausgeschieden | ausgeschieden | ausgeschieden    | ausgeschieden    | 9    |
| Yeung Nga Ting Yeung Pui Lam | Doppel     | Liu S. / Tan N.            | 0:2 (18:21, 15:21)        | 1            | 3            | —             | —             | ausgeschieden          | ausgeschieden      | ausgeschieden | ausgeschieden | ausgeschieden    | ausgeschieden    | 9    |
| Männer                       |            |                            |                           |              |              |               |               |                        |                    |               |               |                  |                  |      |
| Lee Cheuk Yiu                | Einzel     | L. R. Garrido              | 2:1 (21:5, 15:21, 21:17)  | 1            | 2            | ausgeschieden | ausgeschieden | ausgeschieden          | ausgeschieden      | ausgeschieden | ausgeschieden | ausgeschieden    | ausgeschieden    | 14   |
| Lee Cheuk Yiu                | Einzel     | Chou T.-c.                 | 0:2 (18:21, 13:21)        | 1            | 2            | ausgeschieden | ausgeschieden | ausgeschieden          | ausgeschieden      | ausgeschieden | ausgeschieden | ausgeschieden    | ausgeschieden    | 14   |
| Mixed                        |            |                            |                           |              |              |               |               |                        |                    |               |               |                  |                  |      |
| Tang Chun Man Tse Ying Suet  | Doppel     | Ye H.-w. / Lee C.-h.       | 2:0 (21:13, 21:13)        | 2            | 2            | —             | —             | Seo S.-j. / Chae Y.-j. | 0:2 (15:21, 10:21) | ausgeschieden | ausgeschieden | ausgeschieden    | ausgeschieden    | 5    |
| Tang Chun Man Tse Ying Suet  | Doppel     | M. Christiansen / A. Bøje  | w.o.                      | 2            | 2            | —             | —             | Seo S.-j. / Chae Y.-j. | 0:2 (15:21, 10:21) | ausgeschieden | ausgeschieden | ausgeschieden    | ausgeschieden    | 5    |
| Tang Chun Man Tse Ying Suet  | Doppel     | Y. Watanabe / A. Higashino | 1:2 (17:21, 21:14, 18:21) | 2            | 2            | —             | —             | Seo S.-j. / Chae Y.-j. | 0:2 (15:21, 10:21) | ausgeschieden | ausgeschieden | ausgeschieden    | ausgeschieden    | 5    |

### Fechten
Insgesamt drei Fechter aus Hongkong konnten sich in ihren jeweiligen Wettbewerben über die Rangliste für Asien/Ozeanien qualifizieren. Unter ihnen ist auch der amtierende Olympiasieger von Tokio Cheung Ka Long. Zudem qualifizierte sich Ho Wai Hang über das kontinentale Qualifikationsturnier.
| Athleten       | Wettbewerb     | 1. Runde | 1. Runde | 2. Runde   | 2. Runde | Achtelfinale  | Achtelfinale  | Viertelfinale | Viertelfinale | Halbfinale / Klassifikation | Halbfinale / Klassifikation | Finale / Platzierung | Finale / Platzierung | Rang |
| Athleten       | Wettbewerb     | Gegner   | Ergebnis | Gegner     | Ergebnis | Gegner        | Ergebnis      | Gegner        | Ergebnis      | Gegner                      | Ergebnis                    | Gegner               | Ergebnis             | Rang |
| -------------- | -------------- | -------- | -------- | ---------- | -------- | ------------- | ------------- | ------------- | ------------- | --------------------------- | --------------------------- | -------------------- | -------------------- | ---- |
| Frauen         |                |          |          |            |          |               |               |               |               |                             |                             |                      |                      |      |
| Vivian Kong    | Degen Einzel   | Freilos  | Freilos  | A. Hussein | 15:11    | H. Husisian   | 15:12         | O. Krywyzka   | 15:7          | N. Differt                  | 15:11                       | A. Mallo-Breton      | 13:12                | Gold |
| Daphne Chan    | Florett Einzel | Freilos  | Freilos  | S. Azuma   | 15:14    | A. Sauer      | 8:15          | ausgeschieden | ausgeschieden | ausgeschieden               | ausgeschieden               | ausgeschieden        | ausgeschieden        | 15   |
| Männer         |                |          |          |            |          |               |               |               |               |                             |                             |                      |                      |      |
| Ho Wai Hang    | Degen Einzel   | Freilos  | Freilos  | M. Yamada  | 9:15     | ausgeschieden | ausgeschieden | ausgeschieden | ausgeschieden | ausgeschieden               | ausgeschieden               | ausgeschieden        | ausgeschieden        | 24   |
| Cheung Ka Long | Florett Einzel | Freilos  | Freilos  | D. Gu      | 15:5     | Mo Z.         | 15:10         | E. Lefort     | 15:14         | K. Iimura                   | 15:11                       | F. Macchi            | 15:14                | Gold |

### Judo
Über die IJF-Weltrangliste konnte sich eine Judoka aus Hongkong im Superleichtgewicht der Frauen qualifizieren.
| Athleten    | Wettbewerb       | 1. Runde  | 1. Runde | 2. Runde | 2. Runde | Achtelfinale  | Achtelfinale  | Viertelfinale | Viertelfinale | Halbfinale / Trostrunde | Halbfinale / Trostrunde | Finale / Platz 3 | Finale / Platz 3 | Rang |
| Athleten    | Wettbewerb       | Gegner    | Ergebnis | Gegner   | Ergebnis | Gegner        | Ergebnis      | Gegner        | Ergebnis      | Gegner                  | Ergebnis                | Gegner           | Ergebnis         | Rang |
| ----------- | ---------------- | --------- | -------- | -------- | -------- | ------------- | ------------- | ------------- | ------------- | ----------------------- | ----------------------- | ---------------- | ---------------- | ---- |
| Frauen      |                  |           |          |          |          |               |               |               |               |                         |                         |                  |                  |      |
| Wong Ka Lee | Klasse bis 48 kg | K. Tanzer | 0:10     | —        | —        | ausgeschieden | ausgeschieden | ausgeschieden | ausgeschieden | ausgeschieden           | ausgeschieden           | ausgeschieden    | ausgeschieden    | 17   |

### Leichtathletik
Laufen und Gehen
| Athleten  | Wettbewerb | Vorlauf | Vorlauf | Halbfinale    | Halbfinale    | Finale        | Finale        | Rang          |
| Athleten  | Wettbewerb | Zeit    | Rang    | Zeit          | Rang          | Zeit          | Rang          | Rang          |
| --------- | ---------- | ------- | ------- | ------------- | ------------- | ------------- | ------------- | ------------- |
| Männer    |            |         |         |               |               |               |               |               |
| Felix Diu | 100 m      | 10,62 s | 4       | ausgeschieden | ausgeschieden | ausgeschieden | ausgeschieden | ausgeschieden |

### Radsport
Im Bahnradsport konnte sich Hongkong für das Omnium der Frauen über die entsprechende Rangliste qualifizieren. Zudem war je ein Mann und eine Frau in den jeweiligen Straßenrennen am Start, für die man sich über die jeweiligen UCI-Straßen-Weltrangliste nach Nationen qualifizieren konnte.

#### Bahn
| Athleten     | Wettbewerb | Rang | Details                                                           |
| ------------ | ---------- | ---- | ----------------------------------------------------------------- |
| Frauen       |            |      |                                                                   |
| Lee Sze-wing | Omnium     | 20   | Scratch: 4 Temporennen: 16 Ausscheidungsfahren: 6 Punktefahren: 0 |

#### Straße
| Athleten            | Wettbewerb    | Zeit      | Rang |
| ------------------- | ------------- | --------- | ---- |
| Frauen              |               |           |      |
| Lee Sze-wing        | Straßenrennen | 4:10:47 h | 64   |
| Männer              |               |           |      |
| Vincent Lau Wan-yau | Straßenrennen | DNF       | DNF  |

### Rudern
Bei der asiatischen Qualifikationsregatta konnte ein Startplatz im Einer der Männer errudert werden.
| Athleten      | Wettbewerb | Vorlauf     | Vorlauf | Vorlauf       | Hoffnungslauf | Hoffnungslauf | Hoffnungslauf | Viertelfinale | Viertelfinale | Viertelfinale  | Halbfinale  | Halbfinale | Halbfinale    | Finale      | Finale | Rang |
| Athleten      | Wettbewerb | Zeit        | Rang    | Qualifikation | Zeit          | Rang          | Qualifikation | Zeit          | Rang          | Qualifikation  | Zeit        | Rang       | Qualifikation | Zeit        | Rang   | Rang |
| ------------- | ---------- | ----------- | ------- | ------------- | ------------- | ------------- | ------------- | ------------- | ------------- | -------------- | ----------- | ---------- | ------------- | ----------- | ------ | ---- |
| Männer        |            |             |         |               |               |               |               |               |               |                |             |            |               |             |        |      |
| Chiu Hin Chun | Einer      | 7:00,29 min | 4       | Hoffnungslauf | 7:12,94 min   | 2             | Viertelfinale | 7:13,70 min   | 6             | Halbfinale C/D | 7:03,68 min | 5          | D-Finale      | 6:56,65 min | 2      | 20   |

### Schwimmen
Die olympischen Normzeiten des Weltverbandes hatten drei Schwimmer in sieben Wettbewerben erreicht. Zudem qualifizierten sich zwei Staffeln bei den Frauen, da sie zu den 13 zeitschnellsten Staffeln der Weltmeisterschaften 2023 und 2024 gehörten.
| Athleten                                                        | Wettbewerb         | Vorlauf     | Vorlauf | Halbfinale    | Halbfinale    | Finale        | Finale        | Rang   |
| Athleten                                                        | Wettbewerb         | Zeit        | Rang    | Zeit          | Rang          | Zeit          | Rang          | Rang   |
| --------------------------------------------------------------- | ------------------ | ----------- | ------- | ------------- | ------------- | ------------- | ------------- | ------ |
| Frauen                                                          |                    |             |         |               |               |               |               |        |
| Siobhan Bernadette Haughey                                      | 100 m Freistil     | 53,02 s     | 2       | 52,64 s       | 1             | 52,33 s       | 3             | Bronze |
| Siobhan Bernadette Haughey                                      | 200 m Freistil     | 1:56,38 min | 5       | 1:55,51 min   | 4             | 1:54,55 min   | 3             | Bronze |
| Sum Yuet Cindy Cheung                                           | 100 m Rücken       | 1:03,45 min | 29      | ausgeschieden | ausgeschieden | ausgeschieden | ausgeschieden | 29     |
| Sum Yuet Cindy Cheung                                           | 200 m Rücken       | 2:17,32 min | 26      | ausgeschieden | ausgeschieden | ausgeschieden | ausgeschieden | 26     |
| Stephanie Au Camille Cheng Natalie Kan Tam Hoi Lam              | 4 × 100 m Freistil | 3:42,42 min | 15      | —             | —             | ausgeschieden | ausgeschieden | 15     |
| Stephanie Au Siobhan Bernadette Haughey Natalie Kan Tam Hoi Lam | 4 × 100 m Lagen    | 4:03,56 min | 13      | —             | —             | ausgeschieden | ausgeschieden | 13     |
| Männer                                                          |                    |             |         |               |               |               |               |        |
| Ian Ho                                                          | 50 m Freistil      | 22,12 s     | 24      | ausgeschieden | ausgeschieden | ausgeschieden | ausgeschieden | 24     |
| Ian Ho                                                          | 100 m Freistil     | 51,46 s     | 55      | ausgeschieden | ausgeschieden | ausgeschieden | ausgeschieden | 55     |

### Segeln
Bei den Asienspielen 2022 erreichte Hongkong einen Quotenplatz im Windsurfen der Frauen. Bei der Asien-Regatta 2023 in Chon Buri kam ein weiterer Platz im Laser der Männer hinzu. Bei der Last Chance Regatta wurden ebenfalls zwei Quotenplätze erreicht.
| Athleten                      | Wettbewerb        | Qualifikation | Qualifikation | Medal Race    | Medal Race    | Punkte | Rang |
| Athleten                      | Wettbewerb        | Punkte        | Rang          | Punkte        | Rang          | Punkte | Rang |
| ----------------------------- | ----------------- | ------------- | ------------- | ------------- | ------------- | ------ | ---- |
| Frauen                        |                   |               |               |               |               |        |      |
| Ma Kwan Ching                 | Windsurfen iQFoiL | 139           | 14            | ausgeschieden | ausgeschieden | 139    | 14   |
| Männer                        |                   |               |               |               |               |        |      |
| Cheng Ching Yin               | Windsurfen iQFoiL | 106           | 13            | ausgeschieden | ausgeschieden | 106    | 13   |
| Nicholas Halliday             | Laser             | 136           | 24            | ausgeschieden | ausgeschieden | 136    | 24   |
| Russell Aylsworth Akira Sakai | 49er              | 172           | 20            | ausgeschieden | ausgeschieden | 172    | 20   |

### Taekwondo
Beim asiatischen Qualifikationsturnier in Tai’an konnte sich Lo Wai Fung einen Startplatz im Federgewicht der Männer erkämpfen.
| Athleten    | Wettbewerb       | 1. Runde      | 1. Runde | Achtelfinale | Achtelfinale | Viertelfinale | Viertelfinale | Hoffnungsrunde Halbfinale | Hoffnungsrunde Halbfinale | Halbfinale    | Halbfinale    | Hoffnungsrunde Finale | Hoffnungsrunde Finale | Finale        | Finale        | Rang |
| Athleten    | Wettbewerb       | Gegner        | Ergebnis | Gegner       | Ergebnis     | Gegner        | Ergebnis      | Gegner                    | Ergebnis                  | Gegner        | Ergebnis      | Gegner                | Ergebnis              | Gegner        | Ergebnis      | Rang |
| ----------- | ---------------- | ------------- | -------- | ------------ | ------------ | ------------- | ------------- | ------------------------- | ------------------------- | ------------- | ------------- | --------------------- | --------------------- | ------------- | ------------- | ---- |
| Männer      |                  |               |          |              |              |               |               |                           |                           |               |               |                       |                       |               |               |      |
| Lo Wai Fung | Klasse bis 68 kg | Y. Al Ghotany | 2:0      | U. Rashitov  | 0:2          | ausgeschieden | ausgeschieden | Liang Y.                  | 0:2                       | ausgeschieden | ausgeschieden | ausgeschieden         | ausgeschieden         | ausgeschieden | ausgeschieden | 7    |

### Tischtennis
Die Mannschaft der Frauen qualifizierte sich bei den Weltmeisterschaften 2024 für die Olympischen Spiele. Somit dürfen auch im Einzel zwei Athletinnen an den Start gehen. Beim olympischen Qualifikationsturnier in Havířov konnte sich zudem das Mixed-Doppel qualifizieren. Als bester, noch nicht qualifizierter, Spieler aus der Region Ostasien in der Weltrangliste erhielt Wong Chun Ting einen Startplatz im Männereinzel. 
| Athleten                              | Wettbewerb | 1. Runde | 1. Runde | 2. Runde    | 2. Runde | 3. Runde      | 3. Runde      | Achtelfinale            | Achtelfinale  | Viertelfinale       | Viertelfinale | Halbfinale           | Halbfinale    | Finale / Platz 3       | Finale / Platz 3 | Rang |
| Athleten                              | Wettbewerb | Gegner   | Erg.     | Gegner      | Erg.     | Gegner        | Erg.          | Gegner                  | Erg.          | Gegner              | Erg.          | Gegner               | Erg.          | Gegner                 | Erg.             | Rang |
| ------------------------------------- | ---------- | -------- | -------- | ----------- | -------- | ------------- | ------------- | ----------------------- | ------------- | ------------------- | ------------- | -------------------- | ------------- | ---------------------- | ---------------- | ---- |
| Frauen                                |            |          |          |             |          |               |               |                         |               |                     |               |                      |               |                        |                  |      |
| Doo Hoi Kem                           | Einzel     | Freilos  | Freilos  | Pyon S.-g.  | 1:4      | ausgeschieden | ausgeschieden | ausgeschieden           | ausgeschieden | ausgeschieden       | ausgeschieden | ausgeschieden        | ausgeschieden | ausgeschieden          | ausgeschieden    | 33   |
| Zhu Chengzhu                          | Einzel     | Freilos  | Freilos  | Chien T.-c. | 4:0      | M. Hirano     | 0:4           | ausgeschieden           | ausgeschieden | ausgeschieden       | ausgeschieden | ausgeschieden        | ausgeschieden | ausgeschieden          | ausgeschieden    | 17   |
| Doo Hoi Kem Zhu Chengzhu Lee Ho Ching | Mannschaft | —        | —        | —           | —        | —             | —             | Schweden                | 2:3           | ausgeschieden       | ausgeschieden | ausgeschieden        | ausgeschieden | ausgeschieden          | ausgeschieden    | 9    |
| Männer                                |            |          |          |             |          |               |               |                         |               |                     |               |                      |               |                        |                  |      |
| Wong Chun Ting                        | Einzel     | Freilos  | Freilos  | I. Diaw     | 4:3      | Fan Z.        | 1:4           | ausgeschieden           | ausgeschieden | ausgeschieden       | ausgeschieden | ausgeschieden        | ausgeschieden | ausgeschieden          | ausgeschieden    | 17   |
| Mixed                                 |            |          |          |             |          |               |               |                         |               |                     |               |                      |               |                        |                  |      |
| Wong Chun Ting Doo Hoi Kem            | Doppel     | —        | —        | —           | —        | —             | —             | N. Ecseki / D. Madarász | 4:1           | Á. Robles / M. Xiao | 4:2           | Ri J.-s. / Kim K.-y. | 3:4           | Lim J.-h. / Shin Y.-b. | 0:4              | 4    |

### Triathlon
Über die Einzelwertung Asien der Qualifikationsrangliste erhielt Hongkong einen Startplatz bei den Männern.
| Athleten | Wettbewerb | Zeit | Rang |
| -------- | ---------- | ---- | ---- |
| Männer   |            |      |      |
| Jason Ng | Einzel     | DNF  | DNF  |

### Turnen
Über die Weltcupwertung am Sprung erhielt Shek Wai Hung einen Quotenplatz im Gerätturnen der Männer.

#### Gerätturnen
| Athleten      | Wettbewerb | Qualifikation | Qualifikation | Finale        | Finale        | Rang          |
| Athleten      | Wettbewerb | Punkte        | Rang          | Punkte        | Rang          | Rang          |
| ------------- | ---------- | ------------- | ------------- | ------------- | ------------- | ------------- |
| Männer        |            |               |               |               |               |               |
| Shek Wai Hung | Sprung     | 14,099        | 14            | ausgeschieden | ausgeschieden | ausgeschieden |